# Helianthus simulans
Helianthus simulans — вид квіткових рослин з родини айстрових (Asteraceae).

## Біоморфологічна характеристика
Багаторічник 150–260 см заввишки (кореневищний). Стебла прямовисні, ворсисті. Листки прикореневі та стеблові; протилежні чи чергуються; листкові ніжки 0.5–1 см; листкові пластинки від лінійно-ланцетних до ланцетних, 9–22 × 0.7–4 см, краї цілі чи майже так (зазвичай злегка вигнуті); абаксіально (низ) запушені, із залозистими крапками. Квіткових голів 1–15. Променеві квітки 12–23; пластинки 16–40 мм (абаксіально залозисто-крапчасті). Дискові квітки 100+; віночки 5–5.5 мм, частки жовті чи червонуваті; пиляки темно-коричневі чи чорні. Ципсели 2.5–3 мм, голі. 2n = 34. Цвітіння: осінь

## Умови зростання
США (Алабама, Флорида, Джорджія, Луїзіана, Південна Кароліна, Техас). Населяє перезволожені ґрунти, канави, узбіччя доріг; 0–50+ метрів.